# 박병원
박병원(朴炳元, 1952년 9월 24일 ~ , 부산)은 대한민국의 금융기관단체인이자 전직 공무원이다. 본관은 비안.

## 학력
- 경기고등학교
- 서울대학교 법학 학사
- 워싱턴대학교 대학원 경제학 석사
- 서울대학교 대학원 법학 석사
- 카이스트 대학원 산업공학 석사

## 경력
- 제17회 행정고시 합격
- 1986 : 대통령비서실 경제수석비서실 근무(서기관)
- 1995 : 재정경제원 예산실 예산정책과장
- 1996 : 재정경제원 예산총괄과장
- 1997 ~ 1998 : 재정경제원 부총리 비서실장
- 2001 ~ 2003 : 재정경제부 경제정책국장
- 2003 ~ 2005 : 재정경제부 차관보
- 2005.06 ~ 2007.02 : 제7대 재정경제부 제1차관
- 2007.03 ~ 2008.06 : 우리금융지주 회장
- 2008.06 ~ 2009.01 : 대통령실 경제수석비서관
- 2011.02 ~ 2014.03 : KT 사외이사
- 2011.05 : 미래에셋 자산운용 사외이사
- 2011.11 ~ 2014.11 : 제11대 전국은행연합회 회장
- 2012.09 ~ 2015.03 : 제1대 서비스산업총연합회 회장
- 2012.12 ~ 2017.10 : 한국문화예술위원회 위원
- 2013.04 : 국민행복기금 이사장
- 2015.02 ~ 2018.02 : 제6대 한국경영자총협회 회장
- 2015.03 : (주)포스코 사외이사
- 2015.03 ~ 2018.03 : 두산인프라코어 사외이사
- 2015.09 : 서울세계무용축제 조직위원장
- 2018.02 ~ 2020.02 : 한국경영자총협회 명예회장
- 2019.10 ~ : 롯데손해보험 사외이사 겸 감사위원회 위원
- 롯데손해보험 보수위원회위원
- 롯데손해보험 위험관리위원회위원장
- 롯데손해보험 임원후보추천위원회위원
- 롯데손해보험 투명경영위원회위원
- 라이나생명 사외이사
- 2021.03 ~ 2025.03 : 학교법인 이화학당 이사
- 2021.12 ~ 2024.01 : 안민정책포럼 이사장
- 케이정책플랫폼 자문위원
- 국무총리 규제혁신추진단 자문단 보건·의료 담당
- 2024.01 ~ : 안민정책포럼 이사 겸 명예이사장
- 2024.08 ~ : 퇴계학연구원 이사장